# Komulanlampi
Komulanlampi är en sjö i kommunen Sotkamo i landskapet Kajanaland i Finland. Sjön ligger 201 meter över havet. Den är 9,73 meter djup. Arean är 66 hektar och strandlinjen är 4,08 kilometer lång. Sjön  ingår i Vuoksens huvudavrinningsområde.   Den ligger omkring 48 kilometer sydöst om Kajana och omkring 450 kilometer norr om Helsingfors. 